# Clasificación de AFC para la Copa Mundial de Fútbol de 1990
En la fase de clasificación para la Copa Mundial de Fútbol de 1990 celebrada en Italia, la AFC dispuso de 2 plazas (de las 24 totales del mundial). Para asignar estas plazas, a la que optaban 26 equipos, se realizó un torneo dividido en dos rondas:
- Primera ronda: Maldivas se retiró antes del sorteo; Con las 25 selecciones restantes se formaron 5 grupos de 4 selecciones cada uno y uno con 5 equipos. También se retiraron Baréin (grupo 2), Yemen del Sur (grupo 3) e India (grupo 4). En cada grupo se jugó una liguilla, con partidos como local y visitante. El primero del grupo avanzó a la ronda final.

- Ronda final: Las 6 selecciones se enfrentaron en una liguilla jugada en Singapur, Malasia y China con cinco partidos por equipo. Los dos primeros se clasificaron para la Copa Mundial de Fútbol de 1990.

## Primera ronda

### Grupo 1
| País     | J | G | E | P | GF | GC | GD | Pts |
| -------- | - | - | - | - | -- | -- | -- | --- |
| Catar    | 6 | 3 | 3 | 0 | 8  | 3  | +5 | 9   |
| Irak     | 6 | 3 | 2 | 1 | 11 | 5  | +6 | 8   |
| Jordania | 6 | 2 | 1 | 3 | 5  | 7  | −2 | 5   |
| Omán     | 6 | 0 | 2 | 4 | 2  | 11 | −9 | 2   |

| 6 de enero de 1989 | Catar        | 1 – 0 | Jordania | Khalifa, Doha, Catar           |                                |
|                    | Al-Soufi 21' |       |          | Asistencia: 2,859 espectadores | Asistencia: 2,859 espectadores |

| 6 de enero de 1989 | Omán        | 1 – 1 | Irak       | Sultan Qaboos Sports Complex, Mascate, Omán |                         |
|                    | Mahmoud 37' |       | Sharif 18' | Árbitro(s): Pratumthong                     | Árbitro(s): Pratumthong |

| 13 de enero de 1989 | Omán | 0 – 0 | Catar | Sultan Qaboos Sports Complex, Mascate, Omán |  |
|                     |      |       |       | Árbitro(s): Al-Nasir                        |  |

| 13 de enero de 1989 | Jordania | 0 – 1 | Irak      | Internacional, Amán, Jordania |                   |
|                     |          |       | Jafar 60' | Árbitro(s): Mandi             | Árbitro(s): Mandi |

| 20 de enero de 1989 | Jordania     | 2 – 0 | Omán | Internacional, Amán, Jordania |                   |
|                     | Yadj 32' 43' |       |      | Árbitro(s): Nizar             | Árbitro(s): Nizar |

| 20 de enero de 1989 | Catar        | 1 – 0 | Irak | Khalifa, Doha, Catar           |                                |
|                     | Al-Soufi 21' |       |      | Asistencia: 3,243 espectadores | Asistencia: 3,243 espectadores |

| 27 de enero de 1989 | Jordania | 1 – 1 | Catar        | Internacional, Amán, Jordania |                   |
|                     | Awad 90' |       | Al-Soufi 90' | Árbitro(s): Iqbal             | Árbitro(s): Iqbal |

| 27 de enero de 1989 | Irak                               | 3 – 1 | Omán       | Al-Shaab Stadium, Bagdad, Irak |                     |
|                     | Radhi 33' · Saeed 54' · Hashim 85' |       | Nasser 90' | Árbitro(s): Bujsaim            | Árbitro(s): Bujsaim |

| 3 de febrero de 1989 | Catar                        | 3 – 0 | Omán | Khalifa, Doha, Catar  |                       |
|                      | Joher 32' · Al-Soufi 67' 81' |       |      | Árbitro(s): Al-Jassas | Árbitro(s): Al-Jassas |

| 3 de febrero de 1989 | Irak                  | 4 – 0 | Jordania | Al-Shaab Stadium, Bagdad, Irak |                   |
|                      | Radhi 26' 42' 66' 80' |       |          | Árbitro(s): Yacob              | Árbitro(s): Yacob |

| 10 de febrero de 1989 | Omán | 0 – 2 | Jordania                     | Sultan Qaboos Sports Complex, Mascate, Omán |                         |
|                       |      |       | Fayez Bedaiwi 49' · Awad 66' | Árbitro(s): Kil Ki-Chul                     | Árbitro(s): Kil Ki-Chul |

| 10 de febrero de 1989 | Irak                  | 2 – 2 | Catar                   | Al-Shaab Stadium, Bagdad, Irak |                  |
|                       | Radhi 31' · Saeed 75' |       | S. Aid 18' · Khamis 85' | Árbitro(s): Sano               | Árbitro(s): Sano |

### Grupo 2
| País            | J | G | E | P | GF | GC | GD | Pts |
| --------------- | - | - | - | - | -- | -- | -- | --- |
| Arabia Saudita  | 4 | 3 | 1 | 0 | 7  | 4  | +3 | 7   |
| Siria           | 4 | 2 | 1 | 1 | 7  | 5  | +2 | 5   |
| Yemen del Norte | 4 | 0 | 0 | 4 | 0  | 5  | −5 | 0   |

| 10 de marzo de 1989 | Yemen del Norte | 0 – 1 | Siria       | Althawra Sports City Stadium, Sana'a, Yemen del Norte     |                                                           |
|                     |                 |       | Mahrous 54' | Asistencia: 45 000 espectadores Árbitro(s): Hartasardjono | Asistencia: 45 000 espectadores Árbitro(s): Hartasardjono |

| 15 de marzo de 1989 | Arabia Saudita                                                    | 5 – 4   | Siria                                                 | Prince Abdullah Al Faisal Stadium, Jeddah, Arabia Saudita |                                                           |
|                     | Al-Bishi 14' · Al-Jam'an 44' 81' · Al-Thunayan 49' · Abdullah 81' | Reporte | Jakalan 32' · Al-Nasser 41' · Helou 66' · Mahrous 74' | Asistencia: 35 000 espectadores Árbitro(s): Chen Shengcai | Asistencia: 35 000 espectadores Árbitro(s): Chen Shengcai |

| 20 de marzo de 1989 | Yemen del Norte | 0 – 1   | Arabia Saudita | Althawra Sports City Stadium, Sana'a, Yemen del Norte  |                                                        |
|                     |                 | Reporte | Madani 80'     | Asistencia: 45 000 espectadores Árbitro(s): Wan Jaafar | Asistencia: 45 000 espectadores Árbitro(s): Wan Jaafar |

| 25 de marzo de 1989 | Siria                    | 2 – 0 | Yemen del Norte | Al-Assad Stadium, Latakia, Siria                    |                                                     |
|                     | El-Sel 21' · Mahrous 57' |       |                 | Asistencia: 35 000 espectadores Árbitro(s): Bujsaim | Asistencia: 35 000 espectadores Árbitro(s): Bujsaim |

| 30 de marzo de 1989 | Siria | 0 – 0   | Arabia Saudita | Al-Assad Stadium, Latakia, Siria                   |                                                    |
|                     |       | Reporte |                | Asistencia: 50 000 espectadores Árbitro(s): Takada | Asistencia: 50 000 espectadores Árbitro(s): Takada |

| 5 de abril de 1989 | Arabia Saudita | 1 – 0   | Yemen del Norte | Estadio Rey Fahd, Riad, Arabia Saudita            |                                                   |
|                    | Abdullah 44'   | Reporte |                 | Asistencia: 35 000 espectadores Árbitro(s): Alawi | Asistencia: 35 000 espectadores Árbitro(s): Alawi |

### Grupo 3
| País                   | J | G | E | P | GF | GC | GD  | Pts |
| ---------------------- | - | - | - | - | -- | -- | --- | --- |
| Emiratos Árabes Unidos | 4 | 3 | 0 | 1 | 12 | 4  | +8  | 6   |
| Kuwait                 | 4 | 3 | 0 | 1 | 6  | 3  | +3  | 6   |
| Pakistán               | 4 | 0 | 0 | 4 | 1  | 12 | −11 | 0   |

| 6 de enero de 1989 | Pakistán | 0 – 1 | Kuwait       | PAF Complex, Islamabad, Pakistán |                   |
|                    |          |       | Al-Hajeri 5' | Árbitro(s): Iqbal                | Árbitro(s): Iqbal |

| 13 de enero de 1989 | Kuwait                             | 3 – 2 | Emiratos Árabes Unidos | Nacional, Kuwait City, Kuwait |                    |
|                     | Al-Sovayed 26' · Al-Hasawi 75' 84' |       | Bakhit 54' 69'         | Árbitro(s): Takada            | Árbitro(s): Takada |

| 20 de enero de 1989 | Emiratos Árabes Unidos                                                                  | 5 – 0 | Pakistán | Cricket Stadium, Sharjah, EAU |                     |
|                     | A. Ibrahim 1' 25' · Khalid Ismaïl 64' · Abdulrahman Mohamed 78' · Abdulaziz Mohamed 85' |       |          | Árbitro(s): Abu-Ali           | Árbitro(s): Abu-Ali |

| 27 de enero de 1989 | Kuwait            | 2 – 0 | Pakistán | Nacional, Kuwait City, Kuwait |                       |
|                     | Al-Hadyah 42' 78' |       |          | Árbitro(s): Al-Sharif         | Árbitro(s): Al-Sharif |

| 3 de febrero de 1989 | Emiratos Árabes Unidos | 1 – 0 | Kuwait | Cricket Stadium, Sharjah, EAU |                      |
|                      | Al-Taliyani 62'        |       |        | Árbitro(s): Mohammed          | Árbitro(s): Mohammed |

| 10 de febrero de 1989 | Pakistán  | 1 – 4 | Emiratos Árabes Unidos                                                     | PAF Complex, Islamabad, Pakistán |                    |
|                       | Shali 81' |       | Khalid Ismaïl 7' · A. Ibrahim 26' · Al-Talyani 27' · Abdulaziz Mohamed 70' | Árbitro(s): Nazari               | Árbitro(s): Nazari |

### Grupo 4
| País          | J | G | E | P | GF | GC | GD  | Pts |
| ------------- | - | - | - | - | -- | -- | --- | --- |
| Corea del Sur | 6 | 6 | 0 | 0 | 25 | 0  | +25 | 12  |
| Malasia       | 6 | 3 | 1 | 2 | 8  | 8  | 0   | 7   |
| Singapur      | 6 | 2 | 1 | 3 | 12 | 9  | +3  | 5   |
| Nepal         | 6 | 0 | 0 | 6 | 0  | 28 | −28 | 0   |

| 23 de mayo de 1989 | Malasia                       | 2 – 0 | Nepal | Dongdaemun Stadium, Seúl, Corea del Sur           |                                                   |
|                    | Azizol 2' · Salleh 90' (pen.) |       |       | Asistencia: 9,974 espectadores Árbitro(s): Asgari | Asistencia: 9,974 espectadores Árbitro(s): Asgari |

| 23 de mayo de 1989 | Corea del Sur                             | 3 – 0 | Singapur | Dongdaemun Stadium, Seúl, Corea del Sur            |                                                    |
|                    | Hwang Sun-Hong 7' 20' · Chung Hae-Won 90' |       |          | Asistencia: 9,974 espectadores Árbitro(s): Antonio | Asistencia: 9,974 espectadores Árbitro(s): Antonio |

| 25 de mayo de 1989 | Malasia    | 1 – 0 | Singapur | Dongdaemun Stadium, Seúl, Corea del Sur                  |                                                          |
|                    | Salleh 61' |       |          | Asistencia: 8,360 espectadores Árbitro(s): Chang Jicheng | Asistencia: 8,360 espectadores Árbitro(s): Chang Jicheng |

| 25 de mayo de 1989 | Corea del Sur | 9 – 0 | Nepal | Dongdaemun Stadium, Seúl, Corea del Sur           |                                                   |
|                    | Chung Yong-Hwan 2' · Park Kyung-Hoon 16' (pen.) · Choi Sang-Kuk 24' 29' · Kim Joo-Sung 39' 48' · Lee Young-jin 50' · Noh Soo-Jin 84' · Cho Min-Kook 89' |       |       | Asistencia: 8,360 espectadores Árbitro(s): Samuel | Asistencia: 8,360 espectadores Árbitro(s): Samuel |

| 27 de mayo de 1989 | Singapur                                | 3 – 0 | Nepal | Dongdaemun Stadium, Seúl, Corea del Sur             |                                                     |
|                    | Ahmad Satter 37' 44' · Tay Peng Kee 53' |       |       | Asistencia: 20,217 espectadores Árbitro(s): Somogod | Asistencia: 20,217 espectadores Árbitro(s): Somogod |

| 27 de mayo de 1989 | Corea del Sur                            | 3 – 0 | Malasia | Dongdaemun Stadium, Seúl, Corea del Sur     |                                             |
|                    | Choi Soon-Ho 6' · Hwang Sun-Hong 57' 79' |       |         | Asistencia: 20,217 espectadores Árbitro(s): | Asistencia: 20,217 espectadores Árbitro(s): |

| 3 de junio de 1989 | Singapur                       | 2 – 2 | Malasia                        | National Stadium, Singapur                                |                                                           |
|                    | Changatamilman 31' · Salim 38' |       | Lim Teong Kim 19' · Salleh 84' | Asistencia: 11,967 espectadores Árbitro(s): Hartasardjono | Asistencia: 11,967 espectadores Árbitro(s): Hartasardjono |

| 3 de junio de 1989 | Corea del Sur                                                                | 4 – 0 | Nepal | National Stadium, Singapur                           |                                                      |
|                    | Lee Kwang-Jong 34' · Park Kyung-Hoon 43' · Kim Joo-Sung 43' · Lee Tae-Ho 83' |       |       | Asistencia: 11,967 espectadores Árbitro(s): Mahasena | Asistencia: 11,967 espectadores Árbitro(s): Mahasena |

| 5 de junio de 1989 | Corea del Sur                                            | 3 – 0 | Malasia | National Stadium, Singapur                           |                                                      |
|                    | Hwang Sun-Hong 66' · Cho Min-Kook 83' · Hwangbo Kwan 86' |       |         | Asistencia: 7,425 espectadores Árbitro(s): Al-Malood | Asistencia: 7,425 espectadores Árbitro(s): Al-Malood |

| 5 de junio de 1989 | Singapur                                             | 7 – 0 | Nepal | National Stadium, Singapur                             |                                                        |
|                    | Tokijan 4' 29' 44' 48' · Salim 38' · Devaraj 58' 63' |       |       | Asistencia: 7,425 espectadores Árbitro(s): Pratumthong | Asistencia: 7,425 espectadores Árbitro(s): Pratumthong |

| 7 de junio de 1989 | Singapur | 0 – 3 | Corea del Sur                         | National Stadium, Singapur                          |                                                     |
|                    |          |       | Kim Joo-Sung 7' · Noh Soo-Jin 61' 70' | Asistencia: 7,000 espectadores Árbitro(s): Al-Rahal | Asistencia: 7,000 espectadores Árbitro(s): Al-Rahal |

| 7 de junio de 1989 | Malasia                      | 3 – 0 | Nepal | National Stadium, Singapur                         |                                                    |
|                    | Salleh 10' 66' · Gunalan 81' |       |       | Asistencia: 7,000 espectadores Árbitro(s): Bujsaim | Asistencia: 7,000 espectadores Árbitro(s): Bujsaim |

### Grupo 5
| País      | J | G | E | P | GF | GC | GD  | Pts |
| --------- | - | - | - | - | -- | -- | --- | --- |
| China     | 6 | 5 | 0 | 1 | 13 | 3  | +10 | 10  |
| Irán      | 6 | 5 | 0 | 1 | 12 | 5  | +7  | 10  |
| Bangladés | 6 | 1 | 0 | 5 | 4  | 9  | −5  | 2   |
| Tailandia | 6 | 1 | 0 | 5 | 2  | 14 | −12 | 2   |

| 19 de febrero de 1989 | Tailandia  | 1 – 0 | Bangladés | National Stadium, Bangkok, Tailandia |                     |
|                       | Pue-on 10' |       |           | Árbitro(s): Somogod                  | Árbitro(s): Somogod |

| 23 de febrero de 1989 | China                           | 2 – 0 | Bangladés | Tianhe Stadium, Guangzhou, China                         |                                                          |
|                       | Wang Baoshan 51' · Mai Chao 57' |       |           | Asistencia: 25,000 espectadores Árbitro(s): Kim Gwang-Ho | Asistencia: 25,000 espectadores Árbitro(s): Kim Gwang-Ho |

| 23 de febrero de 1989 | Tailandia | 0 – 3 | Irán                                    | National Stadium, Bangkok, Tailandia             |                                                  |
|                       |           |       | Bavi 12' · Ghayeghran 28' · Garousi 87' | Asistencia: 25,000 espectadores Árbitro(s): Chan | Asistencia: 25,000 espectadores Árbitro(s): Chan |

| 27 de febrero de 1989 | Bangladés | 1 – 2 | Irán                      | Bangabandhu National Stadium, Dhaka, Bangladés        |                                                       |
|                       | Aslam 70' |       | Bavi 44' · Ansarifard 50' | Asistencia: 10,879 espectadores Árbitro(s): Bin Saleh | Asistencia: 10,879 espectadores Árbitro(s): Bin Saleh |

| 28 de febrero de 1989 | Tailandia | 0 – 3 | China                             | National Stadium, Bangkok, Tailandia                   |                                                        |
|                       |           |       | Tang Yaodong 55' · Ma Lin 62' 79' | Asistencia: 4,174 espectadores Árbitro(s): Abdul Latif | Asistencia: 4,174 espectadores Árbitro(s): Abdul Latif |

| 4 de marzo de 1989 | Bangladés | 0 – 2 | China                         | Bangabandhu National Stadium, Dhaka, Bangladés     |                                                    |
|                    |           |       | Wang Baoshan 23' · Ma Lin 62' | Asistencia: 11,946 espectadores Árbitro(s): Murthi | Asistencia: 11,946 espectadores Árbitro(s): Murthi |

| 8 de marzo de 1989 | Bangladés                        | 3 – 1 | Tailandia     | Bangabandhu National Stadium, Dhaka, Bangladés   |                                                  |
|                    | Iqbal 10' · Sabbir 28' · Das 76' |       | Changmool 79' | Asistencia: 8,352 espectadores Árbitro(s): Fodah | Asistencia: 8,352 espectadores Árbitro(s): Fodah |

| 17 de marzo de 1989 | Irán        | 1 – 0 | Bangladés | Azadi Stadium, Tehran, Irán                           |                                                       |
|                     | Marfavi 81' |       |           | Asistencia: 50,000 espectadores Árbitro(s): Al-Mullah | Asistencia: 50,000 espectadores Árbitro(s): Al-Mullah |

| 30 de mayo de 1989 | Irán                        | 3 – 0 | Tailandia | Azadi Stadium, Tehran, Irán                      |                                                  |
|                    | Pious 33' 64' · Garousi 42' |       |           | Asistencia: 55,000 espectadores Árbitro(s): Chan | Asistencia: 55,000 espectadores Árbitro(s): Chan |

| 15 de julio de 1989 | China                                | 2 – 0 | Irán | Shenyang People's Stadium, Shenyang, China         |                                                    |
|                     | Liu Haiguang 73' · Zhang Xiaowen 87' |       |      | Asistencia: 25,000 espectadores Árbitro(s): Takada | Asistencia: 25,000 espectadores Árbitro(s): Takada |

| 22 de julio de 1989 | Irán                                     | 3 – 2 | China                            | Azadi Stadium, Tehran, Irán                           |                                                       |
|                     | Garousi 15' · Eftekhari 16' · Peyous 53' |       | Mai Chao 64' (pen.) · Ma Lin 66' | Asistencia: 90,000 espectadores Árbitro(s): Al-Sharif | Asistencia: 90,000 espectadores Árbitro(s): Al-Sharif |

| 29 de julio de 1989 | China                      | 2 – 0 | Tailandia | Shenyang People's Stadium, Shenyang, China        |                                                   |
|                     | Jia Xiuquan 2' · Ma Lin 4' |       |           | Asistencia: 20,000 espectadores Árbitro(s): Mandi | Asistencia: 20,000 espectadores Árbitro(s): Mandi |

### Grupo 6
| País            | J | G | E | P | GF | GC | GD | Pts |
| --------------- | - | - | - | - | -- | -- | -- | --- |
| Corea del Norte | 6 | 4 | 1 | 1 | 11 | 5  | +6 | 9   |
| Japón           | 6 | 2 | 3 | 1 | 7  | 3  | +4 | 7   |
| Indonesia       | 6 | 1 | 3 | 2 | 5  | 10 | −5 | 5   |
| Hong Kong       | 6 | 0 | 3 | 3 | 5  | 10 | −5 | 3   |

| 21 de mayo de 1989 | Indonesia | 0 – 0 | Corea del Norte | Senayan Stadium, Yakarta, Indonesia |  |
|                    |           |       |                 | Árbitro(s): Murthi                  |  |

| 22 de mayo de 1989 | Hong Kong | 0 – 0 | Japón | Hong Kong Stadium, Hong Kong                            |  |
|                    |           |       |       | Asistencia: 16,313 espectadores Árbitro(s): Kil Ki-Chul |  |

| 27 de mayo de 1989 | Hong Kong         | 1 – 2 | Corea del Norte                    | Hong Kong Stadium, Hong Kong    |                                 |
|                    | Santos 60' (pen.) |       | Kim Gwang-Min 3' · Tak Yong-Bin 4' | Asistencia: 16,327 espectadores | Asistencia: 16,327 espectadores |

| 28 de mayo de 1989 | Indonesia | 0 – 0 | Japón | Senayan Stadium, Yakarta, Indonesia               |  |
|                    |           |       |       | Asistencia: 80,000 espectadores Árbitro(s): Karim |  |

| 4 de junio de 1989 | Hong Kong    | 1 – 1 | Indonesia   | Hong Kong Stadium, Hong Kong                         |                                                      |
|                    | Bredbury 31' |       | Mustamu 67' | Asistencia: 12,334 espectadores Árbitro(s): Al-Mulla | Asistencia: 12,334 espectadores Árbitro(s): Al-Mulla |

| 4 de junio de 1989 | Japón                                 | 2 – 1 | Corea del Norte | Yoyogi National Stadium, Tokio, Japón             |                                                   |
|                    | Mizunuma 74' · Oh Yong-Nam 88' (a.g.) |       | Yun Jong-Su 71' | Asistencia: 35,000 espectadores Árbitro(s): Mandi | Asistencia: 35,000 espectadores Árbitro(s): Mandi |

| 11 de junio de 1989 | Japón                                                             | 5 – 0 | Indonesia | Nishigaoka National Stadium, Kita, Tokio, Japón      |                                                      |
|                     | Horiike 5' · Maeda 16' · Shinto 19' · Hasegawa 24' · Kurosaki 69' |       |           | Asistencia: 9,000 espectadores Árbitro(s): Buaboocha | Asistencia: 9,000 espectadores Árbitro(s): Buaboocha |

| 18 de junio de 1989 | Japón | 0 – 0 | Hong Kong | Universiade Memorial Stadium, Kobe, Japón |  |
|                     |       |       |           | Asistencia: 28,000 espectadores           |  |

| 25 de junio de 1989 | Indonesia                       | 3 – 2 | Hong Kong              | Senayan Stadium, Yakarta, Indonesia |                      |
|                     | Mustaqim 60' · Kiswanto 74' 89' |       | Nang Yan Leung 11' 64' | Árbitro(s): El-Nasir                | Árbitro(s): El-Nasir |

| 25 de junio de 1989 | Corea del Norte                    | 2 – 0 | Japón | Yanggakdo Stadium, Pionyang, Corea del Norte        |                                                     |
|                     | Kim Pung-Il 36' · Li Hyok-Chom 84' |       |       | Asistencia: 35,000 espectadores Árbitro(s): Kunalan | Asistencia: 35,000 espectadores Árbitro(s): Kunalan |

| 2 de julio de 1989 | Corea del Norte                                                             | 4 – 1 | Hong Kong    | Yanggakdo Stadium, Pionyang, Corea del Norte            |                                                         |
|                    | Li Hyok-Chom 18' · Han Hyong-Il 29' · Kim Pung-Il 80' · Chu Gyong-Sik 90+2' |       | Bredbury 23' | Asistencia: 28,000 espectadores Árbitro(s): Wang Xuezhi | Asistencia: 28,000 espectadores Árbitro(s): Wang Xuezhi |

| 9 de julio de 1989 | Corea del Norte                      | 2 – 1 | Indonesia      | Yanggakdo Stadium, Pionyang, Corea del Norte       |                                                    |
|                    | Chu Gyong-Sik 40' · Han Hyong-Il 64' |       | Lolumbuman 73' | Asistencia: 35,000 espectadores Árbitro(s): Nazari | Asistencia: 35,000 espectadores Árbitro(s): Nazari |

## Fase final
| País                   | J | G | E | P | GF | GC | GD | Pts |
| ---------------------- | - | - | - | - | -- | -- | -- | --- |
| Corea del Sur          | 5 | 3 | 2 | 0 | 5  | 1  | +4 | 8   |
| Emiratos Árabes Unidos | 5 | 1 | 4 | 0 | 4  | 3  | +1 | 6   |
| Catar                  | 5 | 1 | 3 | 1 | 4  | 5  | −1 | 5   |
| China                  | 5 | 2 | 0 | 3 | 5  | 6  | −1 | 4   |
| Arabia Saudita         | 5 | 1 | 2 | 2 | 4  | 5  | −1 | 4   |
| Corea del Norte        | 5 | 1 | 1 | 3 | 2  | 4  | −2 | 3   |

| 12 de octubre de 1989 | Emiratos Árabes Unidos | 0 – 0 | Corea del Norte | National Stadium, Singapur |  |
|                       |                        |       |                 | Árbitro(s): Larsson        |  |

| 12 de octubre de 1989 | China                   | 2 – 1   | Arabia Saudita      | National Stadium, Singapur |                      |
|                       | Mai Chao 63' (pen.) 70' | Reporte | Al-Bishi 24' (pen.) | Árbitro(s): Esposito       | Árbitro(s): Esposito |

| 13 de octubre de 1989 | Corea del Sur | 0 – 0 | Catar | National Stadium, Singapur                          |  |
|                       |               |       |       | Asistencia: 34 000 espectadores Árbitro(s): Quiniou |  |

| 16 de octubre de 1989 | Catar      | 1 – 1   | Arabia Saudita | National Stadium, Singapur      |                                 |
|                       | Muftah 87' | Reporte | Al-Suwaiti 4'  | Asistencia: 15,000 espectadores | Asistencia: 15,000 espectadores |

| 16 de octubre de 1989 | Corea del Sur      | 1 – 0 | Corea del Norte | National Stadium, Singapur                         |                                                    |
|                       | Hwang Sun-Hong 18' |       |                 | Asistencia: 15 000 espectadores Árbitro(s): García | Asistencia: 15 000 espectadores Árbitro(s): García |

| 17 de octubre de 1989 | Emiratos Árabes Unidos          | 2 – 1 | China            | National Stadium, Singapur                          |                                                     |
|                       | K. Mubarak 87' · Al Talyani 88' |       | Tang Yaodong 61' | Asistencia: 15 000 espectadores Árbitro(s): Quiniou | Asistencia: 15 000 espectadores Árbitro(s): Quiniou |

| 20 de octubre de 1989 | Corea del Sur    | 1 – 0 | China | National Stadium, Singapur                          |                                                     |
|                       | Kim Joo-Sung 67' |       |       | Asistencia: 26 216 espectadores Árbitro(s): Larsson | Asistencia: 26 216 espectadores Árbitro(s): Larsson |

| 20 de octubre de 1989 | Corea del Norte                     | 2 – 0 | Catar | National Stadium, Singapur                         |                                                    |
|                       | Kim Pung-Il 23' · Ghu Gyong-Sik 32' |       |       | Asistencia: 26 216 espectadores Árbitro(s): García | Asistencia: 26 216 espectadores Árbitro(s): García |

| 21 de octubre de 1989 | Arabia Saudita | 0 – 0   | Emiratos Árabes Unidos | National Stadium, Singapur |                   |
|                       |                | Reporte |                        | Árbitro(s): Mauro          | Árbitro(s): Mauro |

| 24 de octubre de 1989 | Emiratos Árabes Unidos | 1 – 1 | Catar       | National Stadium, Singapur |                      |
|                       | K. Mubarak 20'         |       | Sulaiti 37' | Árbitro(s): Petrović       | Árbitro(s): Petrović |

| 24 de octubre de 1989 | China         | 1 – 0 | Corea del Norte | National Stadium, Singapur |                     |
|                       | Xie Yuxin 67' |       |                 | Árbitro(s): Larsson        | Árbitro(s): Larsson |

| 25 de octubre de 1989 | Corea del Sur                         | 2 – 0   | Arabia Saudita | National Stadium, Singapur      |                                 |
|                       | Hwangbo Kwan 42' · Hwang Sun-Hong 89' | Reporte |                | Asistencia: 11,288 espectadores | Asistencia: 11,288 espectadores |

| 28 de octubre de 1989 | Catar                     | 2 – 1 | China      | National Stadium, Singapur |                   |
|                       | Al-Soufi 87' · Muftah 87' |       | Ma Lin 76' | Árbitro(s): Mauro          | Árbitro(s): Mauro |

| 28 de octubre de 1989 | Emiratos Árabes Unidos | 1 – 1 | Corea del Sur   | Jurong Stadium, Singapur |                          |
|                       | Al Talyani 16'         |       | Hwangbo Kwan 8' | Árbitro(s): Joël Quiniou | Árbitro(s): Joël Quiniou |

| 28 de octubre de 1989 | Arabia Saudita                    | 2 – 0   | Corea del Norte | Jalan Besar Stadium, Singapur |                    |
|                       | Al-Musaibeah 13' · Al-Suwaiti 57' | Reporte |                 | Árbitro(s): García            | Árbitro(s): García |

## Clasificados
| Bandera de Corea del Sur | Bandera de Emiratos Árabes Unidos |
| Corea del Sur            | Emiratos Árabes Unidos            |